# スコット郡 (ミズーリ州)
スコット郡（英: Scott County）は、アメリカ合衆国ミズーリ州の南東部に位置する郡である。2010年国勢調査での人口は38,191人であり、2000年の40,422人から3.0％減少した。郡庁所在地はベントン市（人口863人）であり、同郡で人口最大の都市はサイクストン市（人口16,318人）である。スコット郡は1821年に組織化され、郡名はミズーリ州選出初代アメリカ合衆国下院議員を務めたジョン・スコットに因んで名付けられた。
スコット郡はその全体でサイクストン小都市圏を構成している。

## 歴史
スコット郡は、ミズーリ州南東部低地地域で2番目の郡として、1821年12月28日にミズーリ州議会によって設立された。郡名はミズーリ州選出初代アメリカ合衆国下院議員を務めたジョン・スコット（1785年-1861年）に因んで名付けられた。
1790年代後半にスペインから特許を受けた土地に最初の入ったのは南部人だった。スペイン国王道路（エル・カミノ・レアル）が1789年に開かれ、1808年までオーセージ族インディアンが領有を主張していたこの地域を横切った。1820年代にはデラウェア族やショーニー族が地域を徘徊していた。
郡庁所在地となったベントンの町は1822年に区画が敷かれ、ミズーリ州選出初代アメリカ合衆国上院議員を務めたトマス・ハート・ベントンに因んで市名が決められた。1864年から1878年、郡庁所在地は1823年にミシシッピ川沿いに作られたコマースの町に移されていた。この町は昔からティワピティと呼ばれ、交易拠点として始まり、1803年には川の上陸点になった。ジェームズ・ボウイの兄弟であるレジン・ボウイが1800年以前にティワピティの行政官だった。1805年にはミズーリ州で初めてのバプテスト教会が建設された。郡内で3番目の町、ニューハンバーグには1840年代にドイツ人移民が入った。最初の木造教会はセントローレンス・カトリック教会だった。現在郡内最大の都市で、4番目に設立されたサイクストンは1800年に入植され、1860年にジョン・サイクスがカイロ・アンド・フルトン鉄道沿いに町の区割りを行った。
スコット郡は南北戦争の間にゲリラの襲撃で被害を受けたが、1870年代から1900年代初期まで急速に成長し、域内の深い森が切り出され、多くの鉄道が建設された。この期間に設立された町としてはディールシュタット、モーリー、オラン、パーキンス、ブロジェット、クラウダー、バンドゥザー、イルモ、フォーンフェルト（スコットシティ）、チャフィー、アンセル、ケルソーがあった。イルモにテベス・ミシシッピ川鉄道橋が造られたのは1905年だった。川中の岩島、ケープ・セントクロワが近くにあり、ここには1699年にデ・モンティグニー神父が十字架を立てていた。
モーリーの近くには、州議会議員でミズーリ州軍の将軍、かつヘンリー・クレイの異腹兄弟でもあったナサニエル・W・ワトキンスの墓所があった。ミズーリ州第9代副知事ウィルソン・ブラウンは郡内に短期間住んだことがあり、他にもジョセフ・ハンター2世やエイブラハム・ハントンなどの初期議員が住んでいた。
郡内の農作物は綿花、大豆、メロン、穀物などだった。ミシシッピ川とリトル川地区の間には放流溝があり、アメリカ合衆国の中でも最古級の排水システムである。1905年に造られたクロウリーズリッジは郡内を横切る昔の海岸平原の名残である。
2004年1月28日、スコット郡庁舎がアメリカ合衆国国家歴史登録財に指定された。

## 地理
アメリカ合衆国国勢調査局に拠れば、郡域全面積は426.04平方マイル (1,103.4 km2)であり、このうち陸地421.01平方マイル (1,090.4 km2)、水域は5.03平方マイル (13.0 km2)で水域率は1.18％である。

### 主要高規格道路
- 州間高速道路55号線
- 州間高速道路57号線
- アメリカ国道61号線
- アメリカ国道62号線
- ミズーリ州道77号線

### 隣接する郡
- ケープジラード郡 - 北西
- アレクサンダー郡 (イリノイ州) - 北東
- ミシシッピ郡 - 南東
- ニューマドリード郡 - 南
- ストッダード郡 - 南西

## 人口動態
以下は2000年の国勢調査による人口統計データである。
| 基礎データ - 人口: 40,422人 - 世帯数: 15,626 世帯 - 家族数: 11,219 家族 - 人口密度: 37人/km2（96人/mi2） - 住居数: 16,951軒 - 住居密度: 16軒/km2（40軒/mi2） 人種別人口構成 - 白人: 87.68% - アフリカン・アメリカン: 10.50% - ネイティブ・アメリカン: 0.28% - アジア人: 0.23% - 太平洋諸島系: 0.01% - その他の人種: 0.40% - 混血: 0.90% - ヒスパニック・ラテン系: 1.11% 年齢別人口構成 - 18歳未満: 27.4% - 18-24歳: 8.5% - 25-44歳: 27.5% - 45-64歳: 22.9% - 65歳以上: 13.7% - 年齢の中央値: 36歳 - 性比（女性100人あたり男性の人口） - 総人口: 91.6 - 18歳以上: 86.4 | 世帯と家族（対世帯数） - 18歳未満の子供がいる: 35.4% - 結婚・同居している夫婦: 54.6% - 未婚・離婚・死別女性が世帯主: 13.4% - 非家族世帯: 28.2% - 単身世帯: 25.0% - 65歳以上の老人1人暮らし: 11.8% - 平均構成人数 - 世帯: 2.55人 - 家族: 3.03人 収入と家計 - 収入の中央値 - 世帯: 39,735米ドル - 家族: 48,847米ドル - 性別 - 男性: 30,169米ドル - 女性: 19,269米ドル - 人口1人あたり収入: 19,363米ドル - 貧困線以下 - 対人口: 16.1% - 対家族数: 12.3% - 18歳未満: 23.5% - 65歳以上: 13.6% |

## 教育
スコット郡の25歳以上の住民のうち、72.9％は高校卒以上の学歴を持ち、10.6％は学士以上の学位を持っている。

## 宗教
2000年宗教データアーカイブ協会郡別信徒報告書に拠れば、スコット郡は福音主義プロテスタントが最多数を占めるバイブル・ベルトにある。最も多い会派は南部バプテスト連盟の40.54％、続いてローマ・カトリック教会の27.12％、メソジストの9.28％である。

## 都市と町
| - ベントン - 郡庁所在地 - ブロジェット - チャフィー - コマース | - ディールシュタット - ヘイウッドシティ - イルモ - ケルソー | - ランバート - マイナー - モーリー - オラン | - パーキンス - スコットシティ - サイクストン - バンドゥザー |

## 村、その他
- クラウダー
- ラスク
- ニューハンバーグ
- ロックビュー
- サルシド
- タナー

## 政治

### 地方
スコット郡の地方レベルでは民主党が完全に政治を支配しており、郡の選挙で選ばれる役職を独占している。

#### 国政
大統領選挙のレベルではかなり独立色の強い郡である。2000年と2004年のアメリカ合衆国大統領選挙では、ジョージ・W・ブッシュがスコット郡を制したが、1992年と1996年はビル・クリントンが制した。2008年の選挙では、州内の田園部にある郡と同様、バラク・オバマよりジョン・マケインを選んだ。
スコット郡は州内南東部の田園部にある郡と同様、社会的にまた文化的に保守的であるが、経済問題についてはディキシークラットに典型的な中道あるいは人民主義的傾向もある。2004年の州民投票では、結婚を男と女の結合として定義する州憲法改正案をスコット郡は85.32％という圧倒的多数で賛成した。州全体でも71％の賛成で可決し、ミズーリ州は同性結婚を禁止する最初の州になった。2006年の州民投票では、胚性幹細胞の研究を予算化し、合法化する憲法改正案が掛けられたが、スコット郡では64.85％が反対した。州全体では51%の賛成と辛うじて改正が成立し、胚性幹細胞の研究を最初に認めた州の1つになった。郡民は伝統的に社会問題に保守的であるが、最低賃金の増加のような人民主義的施策は支持する傾向にある。やはり2006年の州民投票で最低賃金を時間あたり6.50ドルに増やす命題については、スコット郡では67.94％が支持した。この命題は州内のどの郡でも支持され、75.94％が賛成した。

#### 2008年大統領予備選挙
2008年の大統領予備選挙で、スコット郡は二大政党の候補者をどちらも州全体と全国で二位に終わった者を選んだ。民主党の予備選挙ではヒラリー・クリントンが1位となり、さらに共和党予備選挙で各候補に投じられた票数よりも多かった。